# Colibri à ventre blanc
Colibri serrirostris
Espèce
Statut de conservation UICN

 LC  : Préoccupation mineure
Répartition géographique
Statut CITES
Le Colibri à ventre blanc (Colibri serrirostris) est une espèce d'oiseaux de la famille des Trochilidae.

## Répartition
Cet oiseau fréquente les zones sèches, de maquis et d'ancienne forêt en Argentine, Bolivie, Brésil, Paraguay et Uruguay.

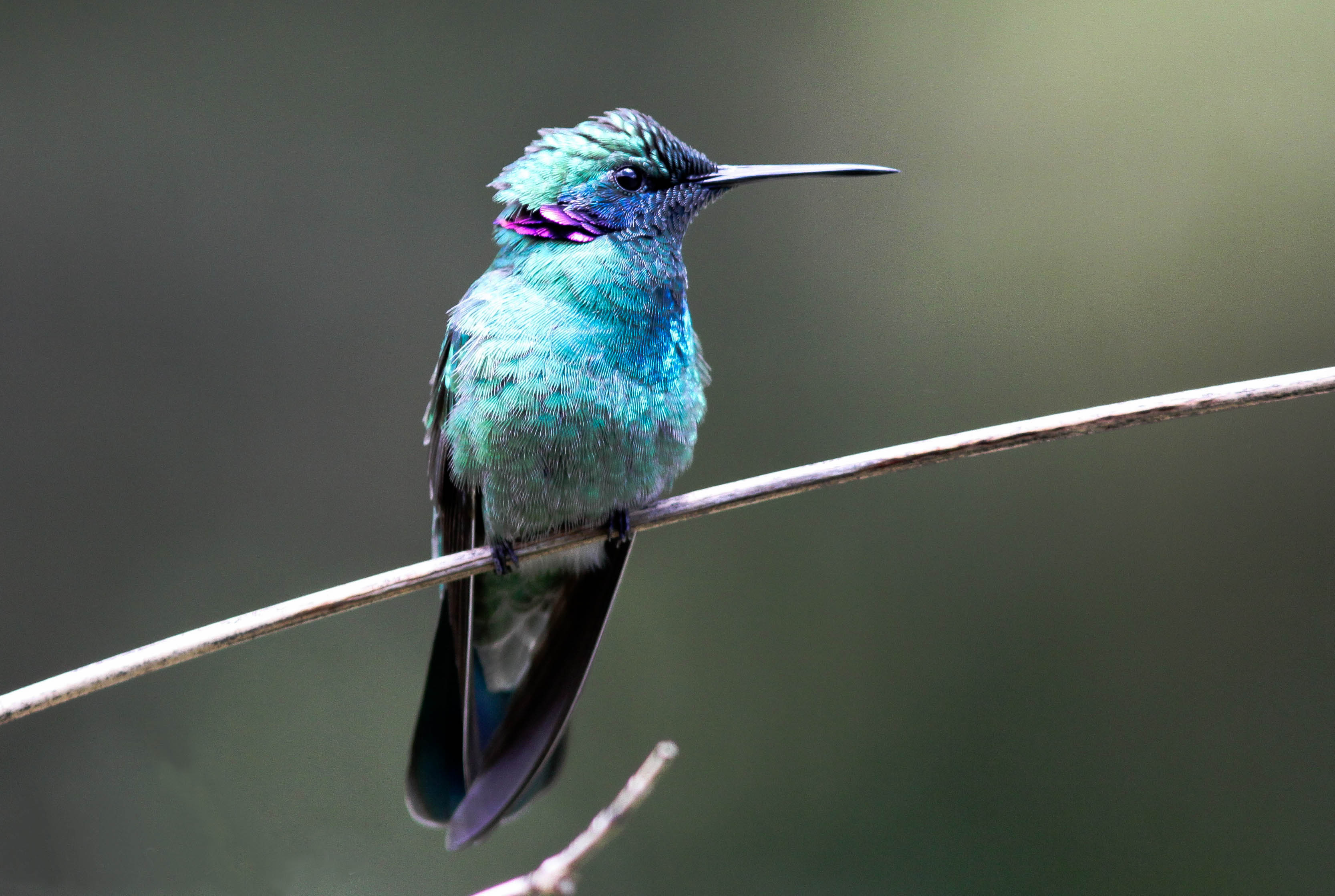
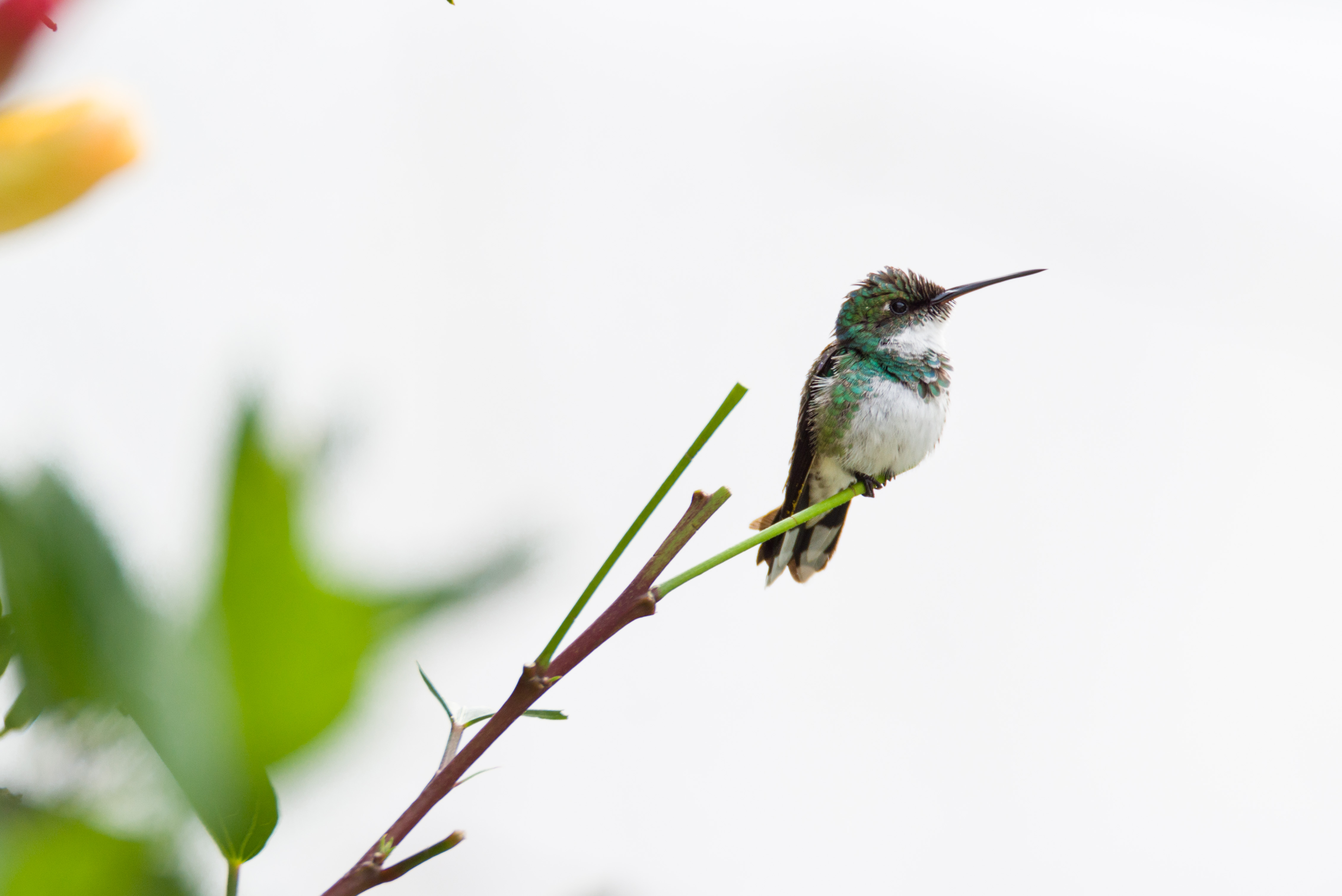
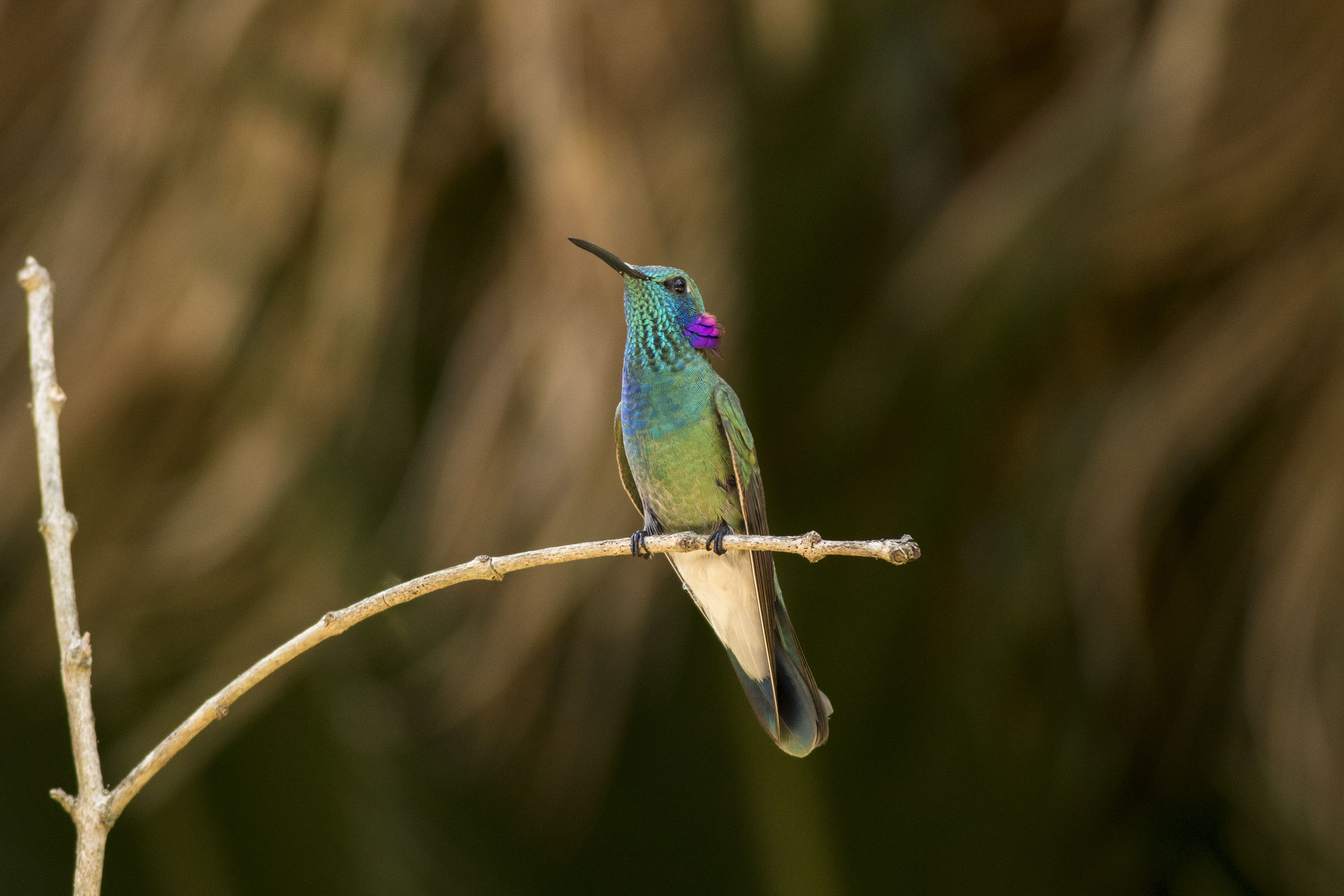

## Alimentation
Cet oiseau est connu pour être le pollinisateur majeur de Zeyheria montana (famille des Bignoniaceae).